# Angel Parker
Angel Parker (* 17. Oktober 1980 in Los Angeles, Kalifornien) ist eine US-amerikanische Schauspielerin.

## Leben und Karriere
Angel Parker wurde zur Theater-Schauspielerin ausgebildet und war zunächst in diesem Bereich tätig. 
Seit 2008 tritt Parker regelmäßig in US-Fernsehserien auf. In der Serie S3 – Stark, schnell, schlau spielte sie Tasha Davenport, in American Crime Story Shawn Chapman und in Marvel’s Runaways Catherine Wilder.
Parker lieh auch diversen Figuren in Computerspielen ihre Stimme.

## Filmografie (Auswahl)
- 2008–2009: Emergency Room – Die Notaufnahme (ER, Fernsehserie, 2 Folgen)
- 2012: The Soul Man (Fernsehserie, 3 Folgen)
- 2012: Free Samples
- 2012–2016: S3 – Stark, schnell, schlau (Lab Rats, Fernsehserie, 38 Folgen)
- 2016: American Crime Story (Fernsehserie, 8 Folgen)
- 2017: Trial & Error (Fernsehserie, 10 Folgen)
- 2017: The Strain (Fernsehserie, 6 Folgen)
- 2017–2019: Marvel’s Runaways (Fernsehserie, 33 Folgen)
- 2019: Relish
- seit 2019: The Rookie (Fernsehserie)
- 2020: Navy CIS: L.A. (Fernsehserie, Folge 12x05)
- 2020: 9-1-1: Lone Star (Fernsehserie, 1 Folge)
- 2020: You Are My Home
- 2021: The Good Doctor (Fernsehserie, 1 Folge)
- 2022: Prisoner’s Daughter
- 2022–2025: The Recruit (Fernsehserie, 12 Folgen)
- 2023: Superman & Lois (Fernsehserie, 3 Folgen)
- 2024: Road to Dreamland
- 2025: All There Is
- 2025: All American (Fernsehserie, 4 Folgen)